# Ralphs
Ralphs Grocery Company, Inc. är ett amerikanskt detaljhandelsföretag som driver stormarknader under namnet Ralphs i delstaten Kalifornien. Det finns 191 stormarknader och företaget har omkring 22 000 anställda. Ralphs är dotterbolag till USA:s näst största detaljhandelskedja The Kroger Company.
Detaljhandelskedjan grundades 1873 av George Ralphs med stöd från sin bror Walter Ralphs. 1994 köpte Ron Burkles riskkapitalbolag Yucaipa Companies Ralphs för 1,5 miljarder amerikanska dollar, man beslutade samtidigt att fusionera Yucaipas andra detaljhandelskedjor ABC Markets, Alpha Betas, Boys Markets, Food 4 Less och Viva med Ralphs. Tre år senare sålde Yucaipa vidare Ralphs till detaljhandelskedjan Fred Meyer. 1999 köpte Kroger Fred Meyer för 13 miljarder dollar.
Huvudkontoret ligger i Compton i Kalifornien.